# Моту-Нао
Моту-Нао (фр. Motu Nao) — небольшой скалистый остров в юго-восточной части Маркизских островов примерно в 22 км к северо-востоку от острова Фату-Хива. Французское название острова — скала Томассе (фр. Rocher Thomasset). Высшая точка острова — 4 м. Административно входит в состав коммуны Фату-Хива.